# Пол Уэсли
Па́вел То́маш Василе́вски (англ. Pawel Tomasz Wasilewski, род. 23 июля 1982, Нью-Брансуик), профессионально известный как Пол Уэ́сли (англ. Paul Wesley) — американский актёр, режиссёр и продюсер. Известен по роли Стефана Сальваторе в телесериале «Дневники вампира».

## Биография
Пол Уэсли родился в городе Нью-Брансуик (штат Нью-Джерси, США) 23 июля 1982 года, вырос в Мальборо, Нью-Джерси. Его родители, Агнешка и Томаш Василевски, родом из Польши. Есть старшая сестра Моника и две младших — Джулия и Лия. Хорошо знает польский язык, проводил по четыре месяца каждый год в Польше до 16 лет.
Посещал Christian Brothers Academy в Линкрофте и Marlboro High School. Во время учёбы в старшей школе прошёл отбор на роль Макса Никерсона в телесериале «Направляющий свет». Из-за плотного актёрского расписания перевёлся в новую школу — Lakewood Prep School в Хауэлле. В 2000 году окончил школу и поступил в Рутгерский университет, который через семестр бросил ради продолжения актёрской карьеры.
С 2005 года Пол сменил фамилию на Уэсли. Когда его спрашивают, почему он сменил фамилию, он говорит: 

«Василевски было слишком трудно произносить. Я спросил разрешения у своей семьи, чтобы сменить фамилию, и они были не против».— 
В 2000 году за свою работу в сериале «Направляющий свет» Пол удостоился номинации молодёжной премии YoungStar Awards в категории Лучший молодой актёр дневных телесериалов (Best Young Actor/Performance in a Daytime TV Series).

## Карьера
Пол исполнял небольшие роли в таких сериалах как: «Направляющий свет», «Любовь вдовца», «Тайны Смолвиля», «Одинокие сердца», «8 простых правил для друга моей дочери-подростка», «Закон и порядок: Специальный корпус» и другие. В 2009—2017 годах снимался в роли Стефана Сальваторе в телесериале «Дневники вампира» по серии романов Лизы Джейн Смит «Дневники вампира».
Является продюсером фильма «Сейчас или никогда» (2012), который был номинирован на премию «Оскар» (2013) в номинации Лучший игровой короткометражный фильм. На эту тему Пол Уэсли говорил:

«Я в процессе создания фильма с двумя моими невероятно талантливыми друзьями, Шоном Кристенсеном и Деймоном Расселом. Он основан на короткометражке, срежиссированной Шоном, которая завоевала множество наград по всему миру. Мы делаем полнометражный фильм. Я выступаю в качестве продюсера и высказываю разные идеи, а также, там у меня есть роль».— 
В 2018 году принял участие в создании сериала «Розуэлл, Нью-Мексико» в качестве одного из режиссёров.
В 2022 году получил роль капитана Джеймса Т. Кирка в научно-фантастическом сериале «Звёздный путь: Странные новые миры». Первый эпизод сериала с участием Пола — финальный эпизод первого сезона — вышел 7 июля 2022 года.

## Личная жизнь
С 2011 года Пол Уэсли был женат на актрисе и фотомодели Торри Девито. В июле 2013 года пара подала на развод после двух лет брака.
С сентября 2013 года встречался с актрисой Фиби Тонкин. В декабре 2016 года пара рассталась. В мае 2017 они возобновили отношения, но затем снова расстались.
В феврале 2019 года женился на Инес де Рамон и в 2022 году развелся.
С ноября 2022 года встречается с моделью Натали Кукенбург.
Пол — веган, выступающий за права животных.
В 2020 году Уэсли и его коллега по сериалу «Дневники вампира» Йен Сомерхолдер объявили о выпуске бурбона под названием Brother’s Bond Bourbon.

## Фильмография
| Год       |    | Русское название                                 | Оригинальное название                         | Роль                                    |
| --------- | -- | ------------------------------------------------ | --------------------------------------------- | --------------------------------------- |
| 1999      | с  | Другой мир                                       | Another World                                 | Шон Маккиннон                           |
| 1999—2001 | с  | Направляющий свет                                | Guiding Light                                 | Макс Никерсон #2                        |
| 2001      | тф | Выстрел в сердце                                 | Shot in the Heart                             | Гарри (возраст 15-22)                   |
| 2002      | тф | Молодой Артур                                    | Young Arthur                                  | Ланселот                                |
| 2001—2002 | с  | Волчье озеро                                     | Wolf Lake                                     | Люк Кейтс                               |
| 2002      | с  |                                                  | The Education of Max Bickford                 | Крейг                                   |
| 2002      | ф  | Особое мнение                                    | Minority Report                               | Нейтан (нет в титрах)                   |
| 2002      | с  | Закон и порядок: Преступное намерение            | Law & Order: Criminal Intent                  | Люк Миллер                              |
| 2003      | ф  |                                                  | The Edge                                      | имя персонажа неизвестно                |
| 2003      | с  | Тайны Смолвиля                                   | Smallville                                    | Лукас Лутор                             |
| 2003      | с  | Одинокие сердца                                  | The O.C.                                      | Донни                                   |
| 2004      | ф  |                                                  | The Last Run                                  | Сет                                     |
| 2003—2004 | с  | 8 простых правил для друга моей дочери-подростка | 8 Simple Rules for Dating My Teenage Daughter | Дэмиен                                  |
| 2003—2004 | с  | Любовь вдовца                                    | Everwood                                      | Томми Каллахан                          |
| 2004      | с  | C.S.I.: Место преступления Майами                | CSI: Miami                                    | Джек Уорнер Брэдфорд                    |
| 2002—2005 | с  | Американские мечты                               | American Dreams                               | Томми ДеФелис                           |
| 2005      | ф  | Роллеры                                          | Roll Bounce                                   | Трой                                    |
| 2005      | с  | C.S.I.: Место преступления Нью-Йорк              | CSI: NY                                       | Стив Сампрасс                           |
| 2000—2005 | с  | Закон и порядок: Специальный корпус              | Law & Order: Special Victims Unit             | Дэнни Бёррелл / Люк Бреслин             |
| 2006      | ф  | Облако 9                                         | Cloud Nine                                    | Джексон Фарго                           |
| 2006      | ф  | 1 миля до Ленексы                                | Lenexa, 1 Mile                                | Рик Лозье                               |
| 2006      | с  | Расследование Джордан                            | Crossing Jordan                               | Квентин Бэкер                           |
| 2006      | ф  | Мирный воин                                      | Peaceful Warrior                              | Тревор                                  |
| 2006      | тф | Падший                                           | Fallen                                        | Аарон Корбетт                           |
| 2007      | с  | Падший                                           | Fallen                                        | Аарон Корбетт                           |
| 2007      | с  | Плантация                                        | Cane                                          | Ник                                     |
| 2007      | с  | Акула                                            | Shark                                         | Джастин Бишоп                           |
| 2008      | тф | Дочь Расселов                                    | The Russell Girl                              | Эван Кэррол                             |
| 2008      | с  | Детектив Раш                                     | Cold Case                                     | Пити Мёрфи '08                          |
| 2008      | ф  | Зимние мертвецы                                  | Killer Movie                                  | Джейк Таннер                            |
| 2009      | ф  | Где-то там                                       | Elsewhere                                     | Билли                                   |
| 2008—2009 | с  | Армейские жёны                                   | Army Wives                                    | Логан Этуотер                           |
| 2009—2010 | с  | 24 часа                                          | 24                                            | Стивен                                  |
| 2010      | ф  | Приключения на Багамах                           | Beneath the Blue                              | Крэйг Моррисон                          |
| 2009—2017 | с  | Дневники вампира                                 | The Vampire Diaries                           | Стефан Сальваторе / Сайлас / Том Эйвери |
| 2013      | ф  | Бэйтаун вне закона                               | The Baytown Disco                             | Энтони Рис                              |
| 2014      | ф  | Пока я не исчезну                                | Before I Disappear                            | Гидеон                                  |
| 2014      | ф  | Амира и Сэм                                      | Amira & Sam                                   | Чарли                                   |
| 2016      | с  | Первородные                                      | The Originals                                 | Стефан Сальваторе                       |
| 2016      | ф  | День матери                                      | Mothers and Daughters                         | Кевин                                   |
| 2016      | ф  | Поздний цветок                                   | The Late Bloomer                              | Чарли                                   |
| 2017      | ф  |                                                  | Convergence                                   | Дэниел                                  |
| 2018—2020 | с  | Расскажи мне сказку                              | Tell Me a Story                               | Эдди Лонго / Такер Рид                  |
| 2022      | с  | Звёздный путь: Странные новые миры               | Star Trek: Strange New Worlds                 | Джеймс Т. Кирк                          |
|           | ф  | He Bled Neon                                     | He Bled Neon                                  |                                         |

## Награды и номинации
| Год  | Награда            | Категория                            | Работа           | Результат |
| ---- | ------------------ | ------------------------------------ | ---------------- | --------- |
| 2010 | Teen Choice Awards | Прорыв года: мужская роль в сериале  | Дневники вампира | Победа    |
| 2010 | Teen Choice Awards | Лучший актёр фантастического сериала | Дневники вампира | Победа    |